# Abbot (Familienname)
Abbot ist ein Familienname.

## Herkunft und Bedeutung
Abbot ist ein Diminutiv des Spitznamens Abb (von Abraham) und  bedeutet Sohn Abrahams.

## Namensträger
- Abiel Abbot (1770–1828), US-amerikanischer Geistlicher
- Benjamin Abbot (1762–1849), US-amerikanischer Pädagoge
- Benjamin Vaughan Abbott (1830–1890), US-amerikanischer Jurist und Autor
- Caroline Abbot (1839–1916), deutsche Schriftstellerin
- Charles Abbot, 1. Baron Colchester (1757–1829), britischer Staatsmann
- Charles Abbot (Botaniker) (1761–1817), britischer Botaniker
- Charles Abbot, 2. Baron Colchester (1798–1867), britischer Admiral der Royal Navy, Politiker der Conservative Party und Peer
- Charles Greeley Abbot (1872–1973), US-amerikanischer Astrophysiker und Astronom
- Charles S. Abbot (* 1945), US-amerikanischer Admiral
- Ezra Abbot (1819–1884), US-amerikanischer Theologe
- George Abbot (1562–1633), englischer Prälat
- George Abbot (Schriftsteller) (1604–1649), englischer Schriftsteller
- Henry Abbot (Märtyrer) († 1597), englischer Laie und Märtyrer
- Henry Abbot (Maler) (1768–1840), englischer Maler und Zeichner
- Henry Larcom Abbot (1831–1927), US-amerikanischer Offizier und Pionier
- Ioannis Abbot, griechischer Fußballspieler
- James Lloyd Abbot junior (1918–2012), US-amerikanischer Konteradmiral der Navy
- Jennifer Abbot (* 1998), südafrikanische Radsportlerin
- Joel Abbot (Politiker) (1776–1826), US-amerikanischer Politiker
- Joel Abbot (Marineoffizier) (1793–1855), US-amerikanischer Marineoffizier
- John Abbot (1751–1840), US-amerikanischer Insektenkundler
- Joseph Hale Abbot (1802–1873), US-amerikanischer Gelehrter
- Jude Abbot, britischer Musiker und Mitglied der Band Chumbawamba
- Maurice Abbot († 1640), britischer Händler
- Nick Abbot, britischer Radiomoderator
- Richard Atkinson Abbot (1883–1954), neuseeländischer Architekt
- Robert Abbot (Bischof) (1560–1618), englischer Geistlicher, Bischof von Salisbury
- Robert Abbot (Theologe) (um 1588–um 1652), englischer Theologe
- Robert Sengstacke Abbott (1870–1940), US-amerikanischer Publizist
- Russ Abbot (* 1947), britischer Musiker, Comedian und Schauspieler
- Vernus Abbot (* 1987), lucianischer Fußballspieler
- W. W. Abbot (William Wright Abbot III; 1922–2009), US-amerikanischer Historiker
- William Abbot (1790–1843), britischer Schauspieler
- Willis J. Abbot (1863–1934), US-amerikanischer Journalist